# پراکندگی رادرفورد

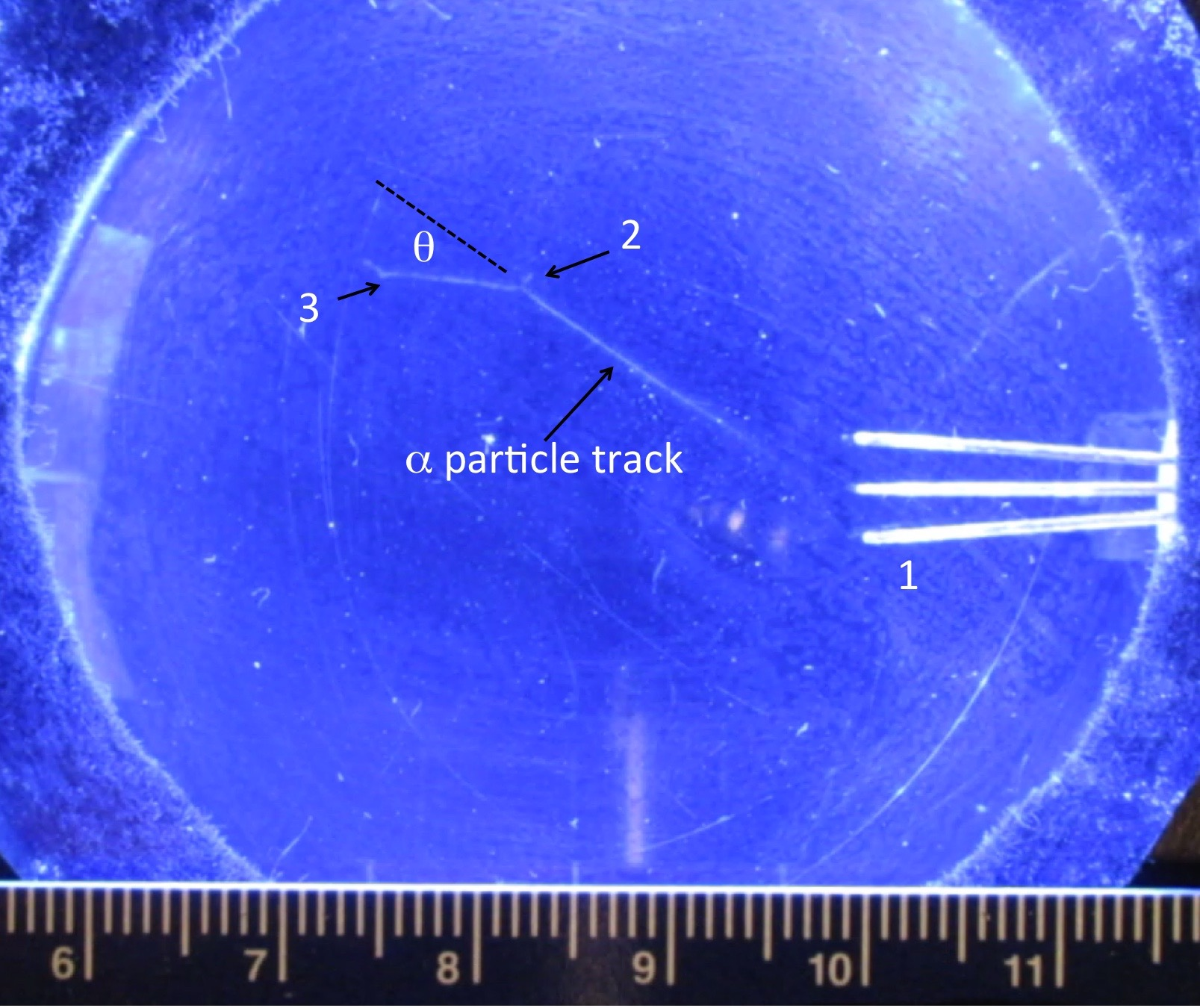
شکل (۱). در یک اتاقک ابر، یک مسیر ذره آلفا ۵.۳ مگا الکترون ولت از یک منبع سرب-۲۱۰ پین در نزدیکی نقطه ۱ تحت پراکندگی رادرفورد در نزدیکی نقطه ۲ قرار می‌گیرد و با زاویه‌ای حدود ۳۰ درجه منحرف می‌شود. یک بار دیگر نزدیک نقطه ۳ پراکنده می‌گردد و در نهایت در گاز استراحت می‌کند. هستهٔ هدف در گاز محفظه می‌تواند یک هسته نیتروژن، اکسیژن، کربن یا هیدروژن باشد. در برخورد الاستیک انرژی جنبشی کافی دریافت کرد تا باعث ایجاد یک مسیر برگشتی کوتاه و قابل مشاهده در نزدیکی نقطه ۲ شود. (مقیاس برحسب سانتی‌متر است.)

پراکندگی رادرفورد یک پراکندگی کشسان از ذرات باردار توسط کنش کولنی می‌باشد. این پدیده فیزیکی در ۱۹۱۱ توسط ارنست رادرفورد توضیح داده شد و منجر به توسعه مدل اتمی رادرفورد و در نهایت مدل اتمی بور گردید.
در حال حاضر از این روش در علوم مواد به عنوان یک روش برای تحلیل ساختار مواد استفاده می‌شود که این روش تکنیک پس پراکندگی رادرفورد نام دارد. پراکندگی رادرفورد در ابتدا پراکندگی کولنی نام داشت. علت این بود که این پراکندگی تنها به بار استاتیکی الکتریکی و نیروی کولنی مربوط بوده و فواصل بر اساس پتانسیل الکتریکی تعیین می‌شود.
آزمایش کلاسیک رادرفورد در برخورد ذرات آلفا به هسته طلا یک مثال از پراکندگی کشسان می‌باشد، چون انرژی و سرعت ذرات پیش و پس ار برخورد یکسان باقی می‌ماند.

## کتاب‌های درسی
- Goldstein, Herbert; Poole, Charles; Safko, John (2002). Classical Mechanics (third ed.). Addison-Wesley. ISBN 0-201-65702-3.